# Селва (Комо)
Селва је насеље у Италији у округу Комо, региону Ломбардија.
Према процени из 2011. у насељу је живело 104 становника. Насеље се налази на надморској висини од 463 м.